# Notiomaso flavus
Espèce
Synonymes
- Micromaso flavus Tambs-Lyche, 1954

Notiomaso flavus est une espèce d'araignées aranéomorphes de la famille des Linyphiidae.

## Distribution
Cette espèce se rencontre en Géorgie du Sud et aux îles Malouines.

## Description
Le mâle décrit par Lavery et Snazell en 2013 mesure 1,78 mm et la femelle 1,81 mm.

## Publication originale
- Tambs-Lyche, 1954 : Arachnoidea from South Georgia and the Crozet Islands with remarks on the subfamily Masoninae. Scientific Results of The Norwegian Antarctic Expeditions, vol. 35, p. 1-19.